# Љубо Милош
Љубомир Љубо Милош (Босански Шамац, 25. фебруар 1919 —  Загреб, 20. август 1948) био је усташки и домобрански официр, познат као трећи по командном рангу у логору Јасеновац. Након Другог светског рата је осуђен због ратних злочина на смрт и обешен.
Од стране логораша, Љубо Милош је био упамћен као крволочан манијак и садиста.

## Биографија
Милош је рођен у Босанском Шамцу. Основну школу је похађао у Орашју и Босанском Броду, а седам разреда гимназије је завршио у Суботици и почео да студира филозофију. Остао је у Суботици и радио је као општински порески чиновник. Бавио се и аматерски новинарством.

## Други светски рат
Милош је у Загреб дошао јуна 1941. и срео се са својим рођаком, усташким заповедником Вјекославом Лубурићем. Постао је Лубурићева десна рука, а овај је искористио свој утицај да Милошу осугира положај у Уреду III Усташке надзорне службе, који је управљао логором Јасеновац. У октобру је Милош постављен за заповедника радне службе у логору III Циглана и унапређен у чин натпоручника. Милош је лично био одговоран за безбедност хрватског политичара Влатка Мачека током његовог заточеништва у логору, од 15. октобра 1941. до 15. марта 1942. Једном је Мачек приметио да се Милош често моли и упитао га је да ли се плаши Божје казне за злочине које је починио у логору. Милош му је одговорио: „Немојте ми ништа говорити. Знам да ћу за све што сам починио у паклу горјети. Али ћу горјети за Хрватску“.
Милош је почетком 1942. премештен у логор Ђаково, али се вратио у Јасеновац и преузео дужност заповедника логора у пролеће. Чинило се да се такмичи са осталим официрима ко може да мучи и убије више талаца. Често се облачио у белу одећу и претварао се да је лекар пред болесним таоцима. Понекад би таоце који су молили да буду лечени постројио уз зид и пререзао им врат ножем. Сведок Милан Флумиани је изјавио:
| „ | Тек што смо стигли, нас седамнаесторица, у Јасеновац у логор, усташе су нас млатили кундацима и довели до „Циглане“, гдје је Милош Љубо имао постројене већ двије групе, док смо ми приступили као посебна трећа група. Маричић је питао Љубу Милоша: „У кога да најприје нишаним?", а Милош је одговорио: „Гдје их има више“, и уперили су оба стројне пушке на ону четрдесеторицу из прве двије групе и све их постријељали. По том је питао првог из наше групе, зашто је дошао овамо, а кад је овај одговорио, да је крив зато што се родио као Србин, убио га је на мјесту. Онда је издвојио адвоката Лауфера из Загреба те га упитао шта је он, а кад му је овај одговорио шта је, позвао га је овако: „Ја адвокате јако волим, дођи ближе“ - и одмах га је убио. Код трећега је установио, да је лекар из Загреба, те му наложио да прегледа ону двојицу и установи јесу ли већ мртви. Кад је овај лекар потврдио да јесу, обратио се на четвртога и сазнавши да је и ово један лекар „опростио“ је цијелој“ групи." Кад је Љубу Милоша захватио луђачки нападај, зајашио је коња и тјерао га касом по цијелом логору, пуцајући на групе заточеника, којима није успјело да се праводобно негдје сакрију. Тај погибељни луђак имао је у заповједништву логора собу, коју је уредио као некакву „амбуланту“. Навукао је сам дугачку бијелу лекарску кецељу и послао усташког стражара у жидовску бараку с поруком, да сваки Жидов, који је болестан, може доћи на лекарски преглед. Кад је жртва дошла у ту „амбуланту“, поставио ју је Милош уза зид те јаким замахом ножа разрезао грло, пререзао ребра и распорио трбух. Он је ту „операцију“ називао: „ритуално клање Жидова“, те се њоме, како вели свједок Риболи, јако поносио. | ” |

Милош је такође гајио гонича и дресирао га је да напада таоце. Током лета 1942. отпутовао је у Италију да заврши полицијски курс у Торину, али се вратио у НДХ након само десет дана. У септембру се вратио у Јасеновац и преузео дужност заменика управника логора. Трупе под Милошевом командом извршиле рацију у селима око Јасеновца у октобру 1942, опљачкале бројне куће, ухапсиле српске сељаке и депортовале их у логоре. Власти НДХ су сазнале за ове рације и ухапсиле су Милоша. Није дуго остао у затвору пошто је Лубурић наредио његово пуштање 23. децембра 1942. У јануару 1943. Милош је ступио у Домобранство и био је стациониран у Мостару. Вратио се у Загреб у априлу 1943, где је остао до следећег пролећа. У септембру 1944. је постављен за управника логора Лепоглава.

## О ликвидацији Ђуришића и 10.000 црногорских четника у Јасеновцу
„Знам да је у Стару Градишку стигло око 10.000 црногорских четника под командом Ђуришића. Ту је дошао и Кривокапић и неки Аграм сa још неким Црногорцима, гдје су издвојили Ђуришића са двадесетак официра и око 150 подофицира и војника који су касније бродом послати у Јасеновац. У Јасеновцу су ликвидирани по наређењу пуковника Џалa. Саму ликвидацију извели су Пичили, који је био задужен за коначну ликвидацију свих заточеника...

## После рата
До краја рата стекао је чин бојника (мајора). После рата успио је да побегне у Аустрију где се укључио у рад екстремне усташке емиграције. У склопу диверзантске акције операција Гвардијан, убацио се са групом усташа у ФНРЈ 1947. године, али их је УДБ-а открила и ухапсила. Милош је касније сарађивао са Удбом шаљући шифроване поруке о за усташе повољној ситуацији у Југославији, што је резултовало хапшењима нових група убачених усташа. После краћег суђења у Загребу, осуђен је на смрт и погубљен на вешалима исте године.